# Fowleria variegata
Fowleria variegata és una espècie de peix pertanyent a la família dels apogònids.

## Descripció
- Pot arribar a fer 8 cm de llargària màxima.
- 8 espines i 9 radis tous a l'aleta dorsal i 2 espines i 8 radis tous a l'anal.
- És de color marró clar a fosc (gairebé negre) amb taques negres al cos i les aletes.[6][7][8]

## Hàbitat
És un peix marí, associat als esculls i de clima tropical (30°N-24°S) que viu entre 0-27 m de fondària.

## Distribució geogràfica
Es troba des del mar Roig i Moçambic fins a Samoa, les illes Ryukyu, el sud de la Gran Barrera de Corall i Guam.

## Observacions
És inofensiu per als humans i de costums nocturns.